# Klibbticka
Klibbticka (Fomitopsis pinicola) är en svamp i den polyfyletiska gruppen tickor, i familjen Fomitopsidaceae.

Klibbtickan är hattbildande, men till att börja med endast som en gulaktig klump. Utvuxen är hatten mörkgrå med en orange eller röd tillväxtzon, med ett hovliknande utseende. Tickan har en karaktäristisk lukt. Fruktkroppens yta ökar för varje tillväxtår, till skillnad från till exempel hos rosentickan. Klibbtickan är en av de vanligaste tickorna på granlågor, men kan förekomma även på döda lövträd.

## Utbredning
Klibbtickan är vanligt förekommande i hela Europa och förekommer i övrigt i tempererade delar av Norra halvklotet, i Asien och Nordamerika och i norra Afrika. Den har även rapporterats från lokaler i Sydamerika och Australien.

## Fnöske
Klibbtickan har använts vid framställning av fnöske, även om fnösktickan är den art som mest förknippas med fnösktillverkning. Fnöske är ett läderaktigt, lättantändligt material som framför allt framställts från olika tickor, men även annat liknande material. Fnösket har huvudsakligen haft tre användningsområden: eldslagning, sjukvård och kläder, men har främst förknippats med eldmakande. Från stenåldern och framåt har fnösket haft stor betydelse för människans möjligheter att hålla sig varm i kallt klimat. Ett arkeologiskt bevis för detta utgör fyndet på 1990-talet av Ismannen. Ismannen levde omkring år 3300 f.Kr., under den period som kallas kopparstenåldern och bar med sig en läderpung med några flintredskap, fnöske och svavelkis.